# Augustin Pacha
Augustin Pacha (* 26. November 1870 in Móricföld (deutsch Moritzfeld), Königreich Ungarn, Österreich-Ungarn; † 4. November 1954 in Timișoara, Volksrepublik Rumänien) war ein banatschwäbischer römisch-katholischer Bischof des Bistums Timișoara und Kirchenpolitiker. Er war als „Schwabenbischof“ und „Volksbischof“ bekannt.

## Leben

### Jugend und Studium
Augustin Pacha wurde als zwölftes von insgesamt dreizehn Kindern des Schuhmachers Marian Pacha und dessen Frau Elisabetha, geb. Halsdorfer, in Moritzfeld im heutigen Rumänien geboren. Die meisten seiner Geschwister starben in den ersten Lebensjahren an verschiedenen Krankheiten wie zum Beispiel Blattern und Diphtherie. Nur drei seiner Geschwister überlebten den Vater. Sein älterer Bruder war der Abtpfarrer Stefan Pacha.
Von 1876 bis 1881 besuchte er die Volksschule in Moritzfeld. Von 1881 bis 1887 besuchte er Gymnasien in Ketschkemet und Szeged; in Temesvár ab 1887, wo er 1889 sein Abitur ablegte und sich danach bis 1893 dem Studium der Theologie widmete.

### Priesterlaufbahn
Am 12. August 1893 empfing Pacha im Dom zu Temesvár die Priesterweihe vom Bischof des Bistums Szeged-Csanád, Alexander III. Cserneki és Tarkeői Dessewffy. Von 1893 bis 1894 war er Kaplan in Mezőkovácsháza. Pacha sprach Deutsch, Ungarisch, Latein und Rumänisch, was ihm die Ausübung seiner Tätigkeit als Beichtvater und Prediger in Bukarest und Brăila von 1896 bis 1898 erleichterte. 1900, nun im Amt des Sekretärs des Bischofs von Csanád, unternahm er mehrere Reisen nach Italien und Österreich, wobei er sich mit der kirchlichen Verwaltung beschäftigte.
Im Jahre 1906 wurde er Ehrendomherr und Konsistorialrat und erhielt vom Papst den Orden "Für Kirche und Papst". 1911 war er Diözesenkanzler und bis 1923 Domherr der Diözese Cenad. Am 26. August 1926 weihte er die Bildungsanstalt Banatia in Timișoara ein. 1927 wurde er zum Titularbischof von Lebedo ernannt und am 15. Mai zum Apostolischen Administrator in der Timișoaraer Domkirche geweiht.
Am 5. Juni 1930 erhob Papst Pius XI. die Cenad-Timișoaraer Administratur zum „Timișoaraer Bistum“. Pacha wurde darauf am 16. Oktober 1930 zum Bischof der Timișoaraer Diözese ernannt und am 29. November in der Domkirche zu Timișoara inthronisiert.
Er konsekrierte einige Kirchen des Bistums, so 1925 in Teremia Mare (deutsch Marienfeld), 1928 in seiner Heimatgemeinde (nun Măureni), 1930 in Jimbolia (Hatzfeld), Reșița (Reschitza), 1933 in Lugoj (Lugosch) und die Klosterkirche in Iosefin (Josefstadt), 1938 in Elisabetin (Elisabethstadt) und 1939 in Orșova (Orschowa).

### Die 1930er und 1940er Jahre
1930 ernannte der rumänische König Augustin Pacha zum Großoffizier des Rumänischen-Kronen-Ordens. Von 1939 bis 1944 war Pacha Senator im Bukarester Senat.
Im Verlauf der 1930er und 1940er Jahre gewann das nationalsozialistische Deutsche Reich immer mehr Einfluss auf die Strukturen innerhalb der Rumäniendeutschen und schwächte den kirchlichen Einfluss, besonders im Schulwesen.

### Verhaftung und Tod
Im Herbst 1944 überrannten die sowjetischen Truppen das Banat. Besonders nach 1947 verlor die römisch-katholische Kirche an rechtlicher Grundlage; Geistliche wurden verhaftet, Organisationen verboten und Besitzungen enteignet.
Am 18. Juli 1950 verhaftete die rumänische Sicherheitspolizei Bischof Pacha und brachte ihn in das Gefängnis von Sighet. Ein Jahr später wurde er nach Bukarest ins Untersuchungsgefängnis des Innenministeriums gebracht. Mit weiteren neun Angeklagten wurde er in einem vom 10.–17. September 1951 dauernden Schauprozess vor einem Militärtribunal in Bukarest verurteilt. Pacha wurde Spionage für den Vatikan und ein Devisenvergehen vorgeworfen.  Außerdem habe er tatenlos den wachsenden Einfluss der Nationalsozialisten und dessen Übernahme katholischer Schulen im Banat hingenommen.
Pacha selbst gab dazu laut Prozessaufzeichnungen an, im Februar 1934 in Berlin gewesen zu sein, um Adolf Hitler zu ersuchen, die gegen die katholische Kirche gerichtete Propaganda seiner Anhänger im Banat einzudämmen. Hitler hatte versprochen, dem Wunsch des Bischofs nachzukommen.
Seine Haft verbrachte er ausschließlich im Gefängnis von Sighet. Dort wurde er im Frühjahr 1954 fast blind und schwer krank entlassen und lebte bis zu seinem Tod in Timișoara.
Pacha starb am 4. November 1954 in Timișoara an den Folgen einer Operation und wurde in der Krypta des Doms beigesetzt.

## Würdigung
Die katholische Kirche hat Bischof Augustin Pacha als Glaubenszeugen in das deutsche Martyrologium des 20. Jahrhunderts aufgenommen.

## Herkunft

Ahnentafel Augustin Pachas und seiner Geschwister.

Die Großeltern und Urgroßeltern der Mutter Augustin Pachas zählten zu den Kolonisten von Moritzfeld und kamen zwischen 1786 und 1796 aus der Pfalz, dem Trierischen und Bayern ins Banat.
Der Vater Augustin Pachas wurde in Petersdorf bei Königgrätz in Böhmen geboren und zog 1838 wegen schwieriger wirtschaftlicher Verhältnisse mit seinen Eltern und seinen drei Geschwistern aus der Heimat nach Moritzfeld.